# 斯莫爾伍德鎮區 (伊利諾伊州傑斯帕縣)
斯莫爾伍德鎮區（英語：Smallwood Township）是位於美國伊利諾伊州傑斯帕縣的一個行政鎮區。

## 地方資料
根據2010年美國人口普查的數據，斯莫爾伍德鎮區的面積為108.10平方千米，當中陸地面積為107.90平方千米，而水域面積為0.20平方千米。當地共有人口406人，而人口密度為每平方千米3.76人。